# Футбол на літніх Олімпійських іграх 1928
Турнір з футболу на IX літніх Олімпійських Іграх в Амстердамі проходив з 27 травня по 13 червня 1928 року. У ньому брали участь чоловічі збірні 17 країн, 10 з яких представляли Європу, 3 — Південну Америку. Оскільки в той час ще не існувало чемпіонату світу з футболу, то саме на Олімпійських іграх визначалася найсильніша збірна світу. 
Переможцем вдруге поспіль стала збірна Уругваю, яка обіграла в траматичному двоматчевому фіналі своїх одвічних суперників — Аргентину.
26 травня, за день до початку турніру, на Конгресі ФІФА в Амстердамі було прийнято рішення організувати перший чемпіонат світу з футболу в 1930 році. Історичне подвійне олімпійське чемпіонство збірної Уругваю 1920-х років великою мірою вплинуло на подальше рішення провести турнір у Монтевідео.

## Учасники
| 1-е місце | 2-е місце | 3-є місце |
| --------- | --------- | --------- |
| Уругвай   | Аргентина | Італія    |

| - Аргентина - Бельгія - Єгипет - Іспанія - Італія - Люксембург - Мексика - Нідерланди - Німеччина | - Португалія - США - Туреччина - Уругвай - Франція - Чилі - Швейцарія - Югославія |

## Фінал
| 10.06.1928 16:00 UTC+1 |

| Уругвай     | 1:1 (дч)   | Аргентина    |
| ----------- | ---------- | ------------ |
| Петроне 23' | (Протокол) | Феррейра 50' |

| Олімпійський стадіон, Амстердам Глядачів: 28 253 Арбітр: Йоганнес Мюттерс |

### Перегравання
| 13.06.1928 19:00 UTC+1 |

| Уругвай                 | 2:1        | Аргентина |
| ----------------------- | ---------- | --------- |
| Фіґероа 17' Скароне 73' | (Протокол) | Монті 28' |

| Олімпійський стадіон, Амстердам Глядачів: 28 113 Арбітр: Йоганнес Мюттерс |

| Уругвай | Аргентина |
| Андре Масалі, Хосе Насассі, Педро Аріспе, Хосе Леандро Андраде, Хуан Піріс, Альваро Хестідо, Хуан Арремон, Ектор Скароне, Рене Борхас, Педро Сеа, Роберто Фіґероа | Анхель Боссіо, Людовіко Бідольйо, Фернандо Патерностер, Сеґундо Медічі, Луїс Монті, Хуан Еварісто, Альфредо Каррікаберрі, Домінго Тарасконі, Мануель Феррейра, Фелісіано Пердукка, Раймундо Орсі |